# Casa William H. Moore
La casa William H. Moore  es una casa histórica ubicada en Nueva York, Nueva York. La Casa William H. Moore se encuentra inscrita  en el Registro Nacional de Lugares Históricos desde el 16 de marzo de 1972. Mckim, Mead & White fueron los arquitectos de la Casa William H. Moore.

## Ubicación
La Casa William H. Moore se encuentra dentro del condado de Nueva York en las coordenadas 40°45′38″N 73°58′31″O / 40.760556, -73.975278.